# Dugwor jezik
Dugwor jezik (dougour, memekere, mofu-dugwor, tchakidjebe; ISO 639-3: dme), afrazijski jezik uže čadske skupine biu-mandara, kojim govori 5 000 ljudi (2001 SIL) u šest sela u kamerunskoj provinciji Far North.
Pripadnici etničke grupe Dugwor ili Dugur sebe zovu Dugor u selu Dugwor, a svoj jezik mofu-dugwor, odnosno Mekere u selu Mekere, dok svoj jezik zovu Memekere. Sela: Tchakijebe, Mekere, Dugwor, Mowasl, Mongro i Weze.

## Vanjske poveznice
- Ethnologue (14th)
- Ethnologue (15th)